# موشيه أشولين

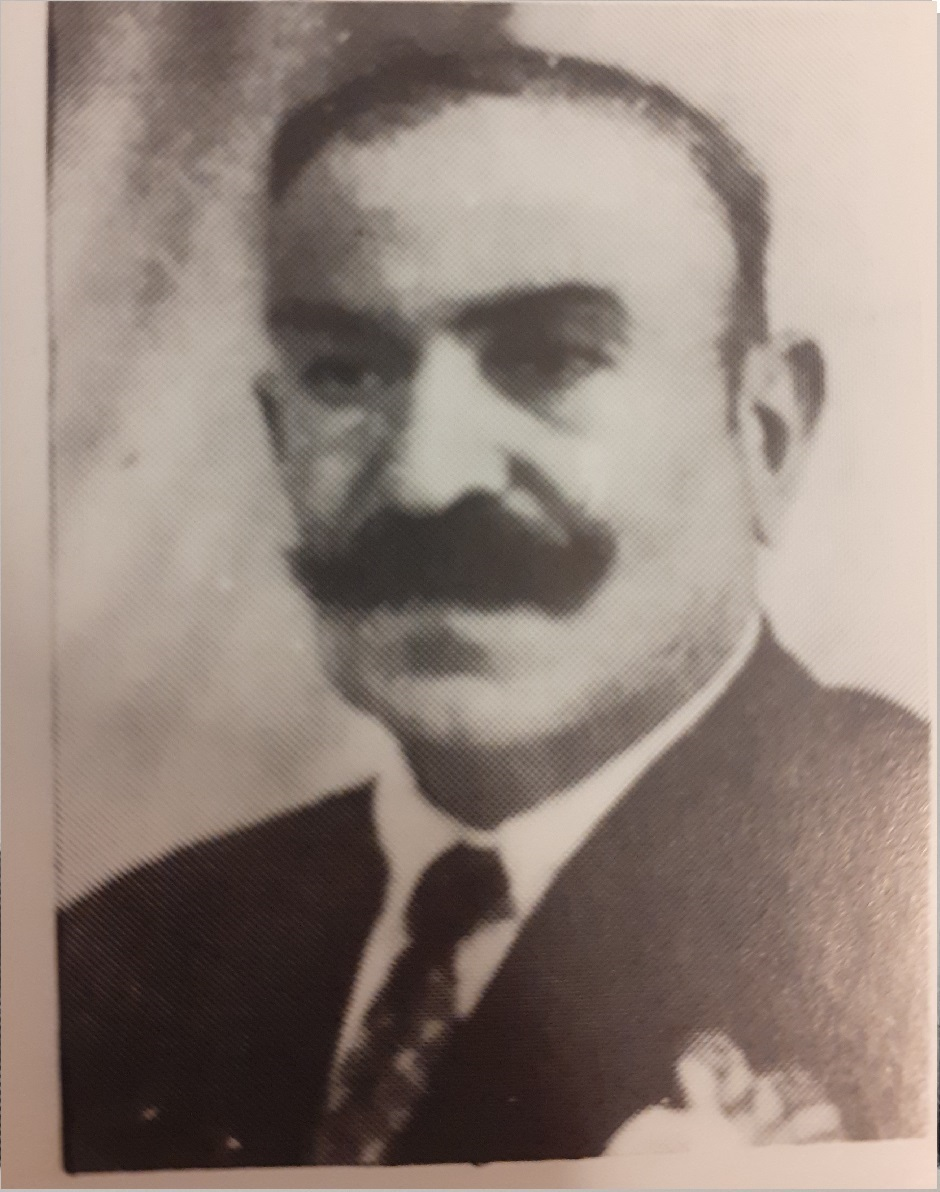
موشيه أشولين

موشيه أشولين (משה אשולין، 9 ديسمبر 1880 - 17 مارس 1959) رائد أعمال إسرائيلي ومُشتري للأراضي، ومؤسس حي أوهيل موشيه في تل أبيب.

## السيرة الذاتية
وُلد في عام 1880 في يافا، لأبيه إسحاق أشولين، راعي يافا، وأمه حايا المهاجرة من المغرب.
تلقى تعليمه في شبابه في مدرسة "الأليانس" في يافا التابعة للاتحاد الإسرائيلي العالمي. كما درس التوراة على يد الحاخام إلياهو شمول، جده لأمه. وعندما كبر، بدأ العمل حدادًا في مصنع شتاين.
في عام 1902، تزوج من حنة، ابنة عائلة تعيش في غزة.
كان موشيه أشولين صديقًا للسكان العرب وعارفًا بعاداتهم، فاشترى أراضي كثيرة في منطقة تل أبيب-يافا الحالية. على سبيل المثال، شارك في بناء أحياء محانيه يوسف وكرم هتيمانيم وبرينر. بالإضافة إلى ذلك، شارك في شراء أراضي كرم إسرائيل ومشكينوت إسرائيل، وغيرها. خلال هذه الصفقات، لم يكتفِ بالقليل، بل حقق نجاحًا في عمله من خلال المشاركة في هذه الفريضة.
كان نشاطه الرئيسي والأشهر هو إنشاء حي "أوهيل موشيه" عام 1906، وهو آخر حي خارج يافا أُنشئ قبل إنشاء أحوزات بيت.
خلال أعمال اضطرابات يافا سنة 1921 وثورة البراق سنة 1929، استُخدم منزل أشولين، وخاصةً القبو، كمستودع أسلحة وذخيرة للهاغاناه. استغل أشولين علاقاته الطيبة بالعرب المحليين لشراء أسلحة نُقلت إلى مقاتلي الهاغاناه.
أهدى أشولين مسدسه الشخصي إلى إلياهو غولومب من مؤسسي الهاغاناه وبعد توسلات عديدة.